# Thomas Kretschmann
Thomas Kretschmann (ur. 8 września 1962 w Dessau) – niemiecki aktor i model.

## Życiorys

### Wczesne lata
Urodził się w Dessau jako syn nauczycielki i dyrektorki szkoły, która wychowywała go samotnie. Nie znał swojego ojca (poznali się dopiero w 2006). Jako dziecko był utalentowanym pływakiem i został przyjęty do szkoły pływackiej. W wieku sześciu lat zaczął pływać na basenie miejskim w Dessau, a mając 10 lat poszedł do szkoły z internatem sportowym w Halle. Rok później pobił rekord NRD w klasie wiekowej na 1500 m stylem dowolnym, od tego momentu należał do kadry olimpijskiej NRD i zdobył kilka tytułów mistrzowskich. Jednak zaczął mieć problemy zdrowotne i w 1979 zrezygnował z marzenia o wzięciu udziału w igrzyskach olimpijskich. Jako 17–latek przestał uprawiać sporty wyczynowe. Ukończył szkołę i został jednym z trzech najlepszych absolwentów.
Fascynował się też kinem, oglądał wszystkie filmy ze swoim idolem Marlonem Brando, a nad jego łóżkiem wisiał plakat z King Konga z 1933.
W 1980 poznał aktora Dirka Nawrockiego i jego partnera, scenografa i malarza Heiko Zolchowa, którzy zainspirowali go podjęcia studiów w Państwowej Wyższej Szkoły Teatralnej im. Ernsta Buscha w Berlinie. Mimo pomyślnego zdania egzaminu wstępnego nigdy nie rozpoczął studiów. We wrześniu 1983 w wieku dziewiętnastu lat został zmuszony do opuszczenia Niemiec Wschodnich w wyniku komunizmu i spędził ponad miesiąc w drodze przez Węgry, Jugosławię i Austrię. Podczas tej podróży stracił część palca z powodu odmrożenia, który później został zszyty chirurgicznie. W tym okresie w sumie czterokrotnie przekraczał granice Niemiec, kiedy praktycznie nie miał przy sobie żadnych rzeczy osobistych poza paszportem i majątkiem o łącznej wartości 100 dolarów.

### Kariera
Ukończył studia w szkole teatralnej Der Kreis w Berlinie Zachodnim, a następnie otrzymał angaż w Teatrze Schillera. Grał w Wiener Schauspielhaus i Hamburger Kammerspiele.
Zadebiutował na małym ekranie w roli żołnierza w dramacie ZDF Człowiek z zachodu (Westler, 1985) z Rainerem Streckerem. W 1991 został uhonorowany nagrodą im. Maxa Ophülsa dla najlepszego młodego aktora za rolę 17-letniego Paula, który zabija człowieka w dramacie Powiernik (Der Mitwisser, 1989).
Był obsadzony w roli nazistowskiego oficera w filmach: Stalingrad (1993), U-571 (2000), Pianista (2002), W rękach wroga (2004), Upadek (2004), Głowa w chmurach (2004), Eichmann (2007) i Walkiria (2008). W telewizyjnym drmacie biograficznym Jeffa Blecknera Jan Paweł II: Nie lękajcie się (2005) wcielił się w tytułową postać papieża Jana Pawła II, który (jak pokazuje film) walczył i próbował chronić ludzi przed nazistami. W 2006 został uhonorowany hollywoodzką nagrodą Capri Legend Award. Za rolę mordercy Olivera Hartwina w dramacie kryminalnym Kanibal z Rotenburga (2006) zdobył nagrodę na Katalońskim Festiwalu Filmowym w Sitges.
Wziął udział na reklamie perfum Hugo Boss. Był na okładkach magazynów takich jak „Maxim Fashion” (zima 2005), „GQ” (w czerwcu 2007, w listopadzie 2008), „Vanity Fair” (niemieckiej edycji w lipcu 2007) i „Playboy” (2010). W 2021 był nominowany do tytułu Człowieka Roku według tygodnika „Time”.

## Życie prywatne
Z nieformalnego związku z Leną Roklin (1997–2009), ma dwóch synów – Nicolasa (ur. 1998) i Saschę (ur. 2002) oraz córkę Stellę (ur. 1999). Od marca 2009 do czerwca 2010 związany był z niemiecką modelką irańskiego pochodzenia Shermine Shahrivar. Od maja 2011 jest związany z amerykańską modelką Brittany Rice.

## Filmografia

### Filmy
- 1989: Der Mitwisser jako Paul
- 1992: Światło w mroku (Shining Through) jako młody mężczyzna na stacji w Szwajcarii
- 1992: Krigerens Hjerte (Das Herz des Kriegers) jako
- 1993: Stalingrad jako porucznik Hans von Witzland
- 1993: Die Ratte jako Sven
- 1994: Królowa Margot (La Reine Margot) jako Nançay
- 1996: Syndrom Stendhala (La Sindrome di Stendhal) jako Alfredo Grossi
- 1996: Marciando nel buio jako Gianni Tricarico
- 1997: Książę Waleczny (Prince Valiant) jako Thagnar
- 1998: Coppia omicida jako Domenico
- 2000: U-571 jako kapitan porucznik Gunther Wassner
- 2002: Blade: Wieczny łowca II (Blade II) jako Eli Damaskinos
- 2002: Pianista (The Pianist) jako kapitan Wilm Hosenfeld
- 2003: Papa (My Father, Rua Alguem 5555) jako Hermann M.
- 2004: Głowa w chmurach (Head in the Clouds) jako major Frans Bietrich
- 2004: Immortal − kobieta pułapka (Immortel. Ad vitam) jako Nikopol
- 2004: Resident Evil 2: Apokalipsa (Resident Evil: Apocalypse) jako major Cain
- 2004: Upadek (Der Untergang) jako Hermann Fegelein
- 2004: W rękach wroga (In Enemy Hands) jako pierwszy oficer Ludwig Cremer
- 2005: Kraina śniegu (Schneeland) jako Aron
- 2005: King Kong jako kapitan Englehorn
- 2006: Niebiańska przepowiednia (Celestine Prophecy) jako Wil
- 2006: Kanibal z Rotenburga (Rohtenburg) jako Oliver Hartwin
- 2007: Dlaczego mężczyźni nie słuchają, a kobiety nie potrafią czytać map (Warum Manner Nicht Zuhoren Und Frauen Schlecht Einparken) jako Paul
- 2007: Nastolatki i miłość (Die Wilden Hühner und die Liebe) jako pan Slättberg
- 2007: Eichmann jako Adolf Eichmann
- 2007: Next jako pan Smith
- 2008: Mogadiszu (Mogadischu) jako Jürgen Schumann
- 2008: Wojna uczuć (In Transit) jako Max
- 2008: Transsiberian jako Kolzak
- 2008: Młoda Wiktoria (The Young Victoria) jako król Leopold I Koburg
- 2008: Walkiria (Valkyrie) jako Otto Ernst Remer
- 2008: Wanted − Ścigani (Wanted) jako Cross
- 2010: Wielki wybuch (The Big Bang) jako Frizer
- 2011: Hostel 3 jako Mr Flemming
- 2011: What a Man jako Jens
- 2011: Auta 2 (Cars 2) jako Profesor Z (głos)
- 2011: Dschungelkind jako Klaus Kuegler
- 2012: Dracula 3D (Dario Argento's Dracula) jako Dracula
- 2013: Stalingrad jako kapitan Peter Kahn
- 2013: Open Grave jako Lukas
- 2014: Kapitan Ameryka: Zimowy żołnierz jako Baron Wolfgang von Strucker
- 2015: Avengers: Czas Ultrona jako Baron Wolfgang von Strucker
- 2023: Indiana Jones i artefakt przeznaczenia jako pułkownik Weber
- 2025: Putin

### Filmy TV
- 1991: Die Männer vom K3: Der Vollmondmörder jako Dieter Koller
- 1993: Engel ohne Flügel jako Achim
- 1994: Affären jako Andi
- 1995: Ich liebe den Mann meiner Tochter jako Michael Haenning
- 1995: Anna – Im Banne des Bösen jako Stephan Richter
- 1997: Księżniczka i żebrak (La principessa e il povero) jako Migal
- 1997: Die Mädchenfalle – Der Tod kommt online jako Magnus Sieber
- 1997: Total Reality jako porucznik Tunis
- 1997: Unter die Haut jako Santos
- 1997: Nina – Vom Kinderzimmer ins Bordell jako Michael
- 1998: Die Diebin jako Tim
- 1999: Der Solist: Kein Weg zurück jako Philip Lanart
- 1999: Der Tod in Deinen Augen jako Billy Tanauer
- 1999: Estera (Esther) jako król Aswerus
- 2000: Green Sails jako Robert Fowler
- 2000: Poison (Tease) jako Johnny Kruger
- 2001: I cavalieri che fecero l'impresa jako Vanni delle Rondini
- 2001: Der Solist: Niemandsland jako Philip Lanart
- 2001: Ein tödliches Wochenende jako Christian
- 2002: Der Solist: In eigener Sache jako Philip Lanart
- 2002: Der Solist: Kuriertag jako Philip Lanart
- 2004: Superdzieciaki. Geniusze w pieluchach 2 (Superbabies: Baby Geniuses 2) jako Roscoe
- 2004: Karate Dog (The Karate Dog) jako Gerber
- 2004: Frankenstein jako Victor Helios
- 2005: Jan Paweł II: Nie lękajcie się (Have No Fear: The Life of Pope John Paul II) jako Karol Wojtyła/Papież Jan Paweł II
- 2008: Wilk morski (Der Seewolf) jako Wolf Larssen
- 2009: Romy jako Harry Meyen
- 2010: Granica (Die Grenze) jako Maximilian Schnell
- 2011: Zatopienie „Laconii” (Laconia) jako admirał Karl Dönitz
- 2011: Auta 2 (Cars 2) jako profesor Z (głos)

### Seriale TV
- 1990: Derrick jako Eberhard Kraus (odc. „Beziehung abgebrochen”)
- 1995: Derrick jako Roland Ortner (odc. „Teestunde mit einer Mörderin”)
- 1997: Kobra − oddział specjalny (Alarm für Cobra 11 − Die Autobahnpolizei) jako Robert Michalke (sezon 3 odc. 2 „Próba generalna”- „Generalprobe”)
- 1999: V.I.P. jako Sowa
- 1999–2000: Łowcy skarbów (Relic Hunter) jako Kurt Reiner (sezon 1 odc. 6 „Diamon in the Rough” oraz odc. 12 „The Emperor's Bride”)
- 2001: V.I.P. jako Sowa
- 2003: 24 godziny (24) jako Max (sezon 2 odc. 23 i 24)
- 2003: Karen Sisco jako Nicholas Pell (odc. 3 „The One That Got Away”)
- 2007: Bionic Woman: Agentka przyszłości (Bionic Woman) jako mężczyzna (sezon 1 odc. 1)
- 2009: FlashForward: Przebłysk jutra (FlashForward) jako Stefan Krieger (odc. 3 „137 sekund”)
- 2011: The Cape jako Gregor Mołotov
- 2012: The River jako kapitan Kurt Brynildson
- 2013: Dracula jako Abraham Van Helsing